# Lamar Hunt U.S. Open Cup 2010
La Lamar Hunt U.S. Open Cup 2010 è stata la novantasettesima edizione della coppa nazionale statunitense. È iniziata il 15 giugno 2010 e si è conclusa il 4 ottobre 2010.
Il torneo è stato vinto dal Seattle Sounders che ha battuto in finale i Columbus Crew per 2-1.

## Squadre partecipanti

### MLS
- Chicago Fire
- Chivas USA
- Columbus Crew
- Houston Dynamo
- LA Galaxy
- N.Y. Red Bulls
- Seattle Sounders
- D.C. United

### USL Pro
- Charleston Battery
- Charlotte Eagles
- Harrisburg City I.
- Los Angeles Blues
- F.C. New York
- Orlando City
- Pittsburgh Riverhounds
- Richmond Kickers
- Real Maryland
- Wilmington Hammerheads

### USSF D-2 Pro League
- Austin Aztex FC
- Carolina RailHawks FC
- Crystal Palace B.
- Miami FC
- Minnesota Stars
- Portland Timbers
- Rochester Rhinos
- A.C. St. Louis
- FC Tampa Bay

### PDL
- Carolina Dynamo
- Central Florida Kraze
- Dayton Dutch Lions
- Long Island Rough Riders
- Kitsap Pumas
- Reading Utd
- Des Moines Menace
- Ventura C.F.
- DFW Tornados

### USASA
- Brooklyn Italians
- Pancyprian F.
- KC Athletics
- Detroit United
- CASL Elite
- Legends FC
- Arizona Sahuaros (NPSL)
- Bay Area Ambassadors (NPSL)
- Sonoma County Sol (NPSL)

## Date
| Turno            | Data              |
| ---------------- | ----------------- |
| Primo turno      | 15 giugno 2010    |
| Secondo turno    | 22 giugno 2010    |
| Terzo turno      | 29-30 giugno 2010 |
| Quarti di finale | 6-7 luglio 2010   |
| Semifinali       | 1º settembre 2010 |
| Finale           | 5 ottobre 2010    |

## Secondo Turno
| Squadra 1                | Risultato   | Squadra 2          |
| ------------------------ | ----------- | ------------------ |
| Long Island Rough Riders | 0 - 1       | Harrisburg City I. |
| Real Maryland            | 1 - 3       | Richmond Kickers   |
| Pittsburgh Riverhounds   | 0 - 3       | Rochester Rhinos   |
| Carolina RailHawks       | 1 - 2       | Charleston Battery |
| FC Tampa Bay             | 1 - 2 (dts) | Miami FC           |
| St. Louis                | 1 - 0       | Minnesota Stars    |
| Arizona Sahauros         | 1 - 3       | Austin Aztex       |
| Portland Timbers         | 4 - 1       | Kitsap Pumas       |

## Terzo Turno
| Squadra 1        | Risultato       | Squadra 2          |
| ---------------- | --------------- | ------------------ |
| N.Y. Red Bulls   | 0 - 1 (dts)     | Harrisburg City I. |
| Rochester Rhinos | 1 - 2           | Columbus Crew      |
| Chicago Fire     | 0 - 0 (0-3 dcr) | Charleston Battery |
| Miami FC         | 0 - 1           | Houston Dynamo     |
| A.C. St. Louis   | 0 - 2           | LA Galaxy          |
| Austin Aztex     | 0 - 1           | Chivas USA         |
| Richmond Kickers | 0 - 2           | D.C. United        |
| Seattle Sounders | 1 - 1 (4-3 dcr) | Portland Timbers   |

## Quarti di finale
| Squadra 1          | Risultato | Squadra 2        |
| ------------------ | --------- | ---------------- |
| Charleston Battery | 0 - 3     | Columbus Crew    |
| Chivas USA         | 3 - 1     | Houston Dynamo   |
| LA Galaxy          | 0 - 2     | Seattle Sounders |
| Harrisburg City I. | 0 - 2     | D.C. United      |

## Semifinali
| Squadra 1     | Risultato   | Squadra 2        |
| ------------- | ----------- | ---------------- |
| Columbus Crew | 2 - 1 (dts) | D.C. United      |
| Chivas USA    | 1 - 3       | Seattle Sounders |

## Finale
| Arbitro: | Michael Kennedy |

|           |           |                |
| 24’ Burns | Marcatori | Nyassi 38’ 66’ |